# Withius nepalensis
Withius nepalensis är en spindeldjursart som beskrevs av Beier 1974. Withius nepalensis ingår i släktet Withius och familjen Withiidae. Inga underarter finns listade i Catalogue of Life.